# Hofwagenfabrik Mengelbier

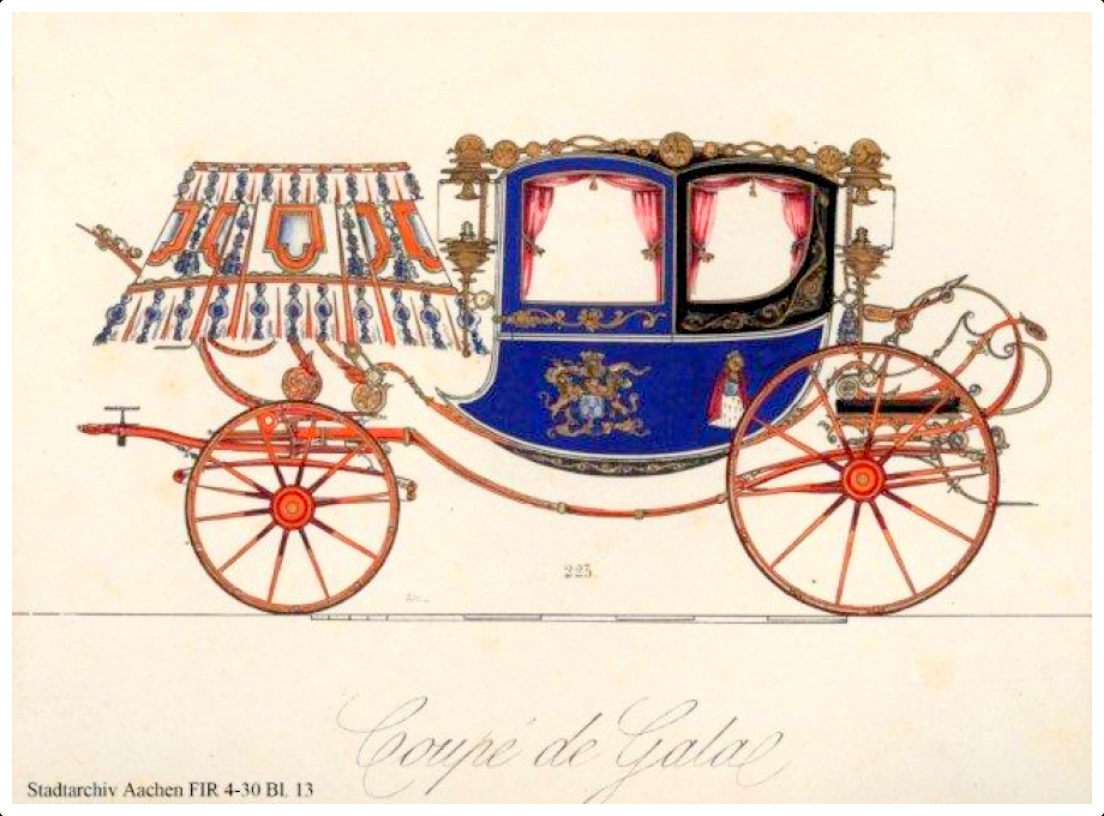
Gala Coupé, J. Mengelbier

Die Hofwagenfabrik Mengelbier war ein preußischer Hersteller hochwertiger Kutschen und Staatskarossen mit Sitz in Aachen. Sie wurde 1818 von Joseph Mengelbier gegründet und erhielt 1840 vom preußischen König Friedrich Wilhelm III. ein erstes Patent als Hoflieferant. Nach einer Liquidation im Jahr 1870 wurde das Unternehmen von seinem Sohn Friedrich Wilhelm Martin Anton Mengelbier (* 1830; † unbekannt) neu gegründet und bis zur endgültigen Auflösung im Jahr 1909 als „Wilhelm Mengelbier J. Sohn Hof-Wagenfabrik“ weitergeführt.

## Geschichte

### Wagenfabrik J. Mengelbier

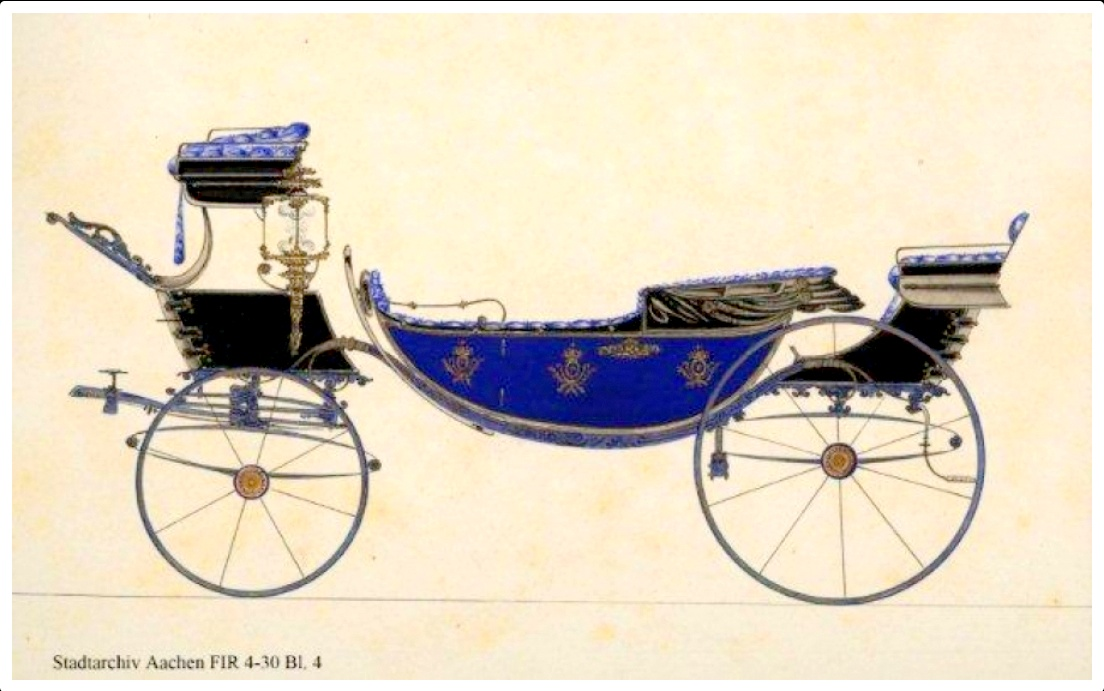
Britschka-Viktoria

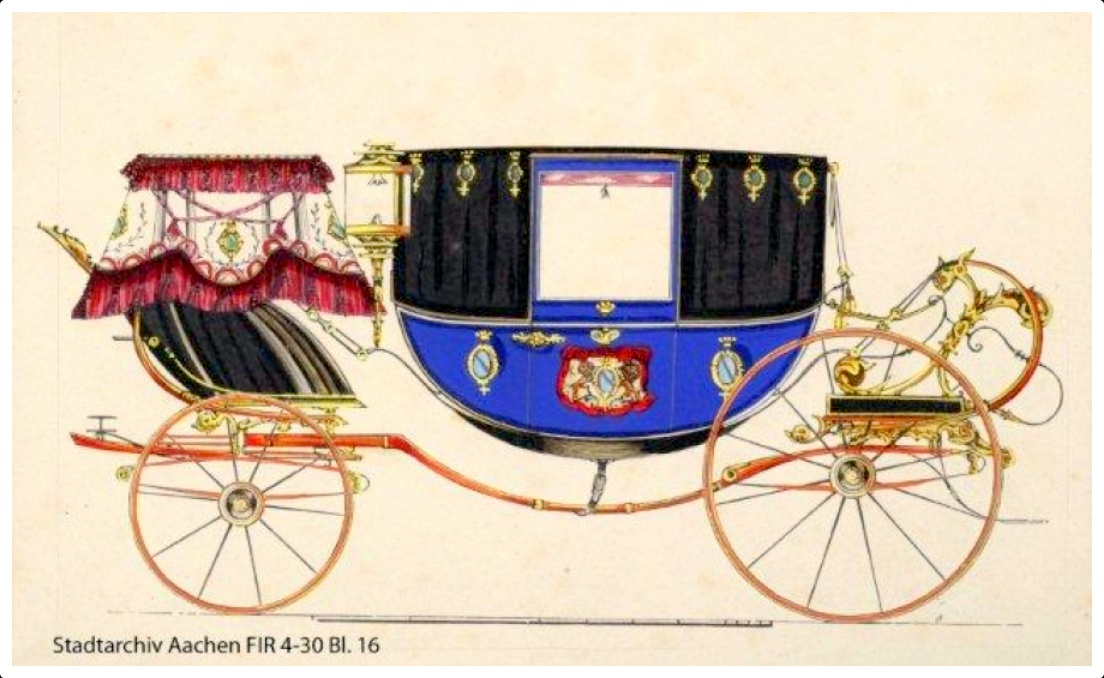
Berline

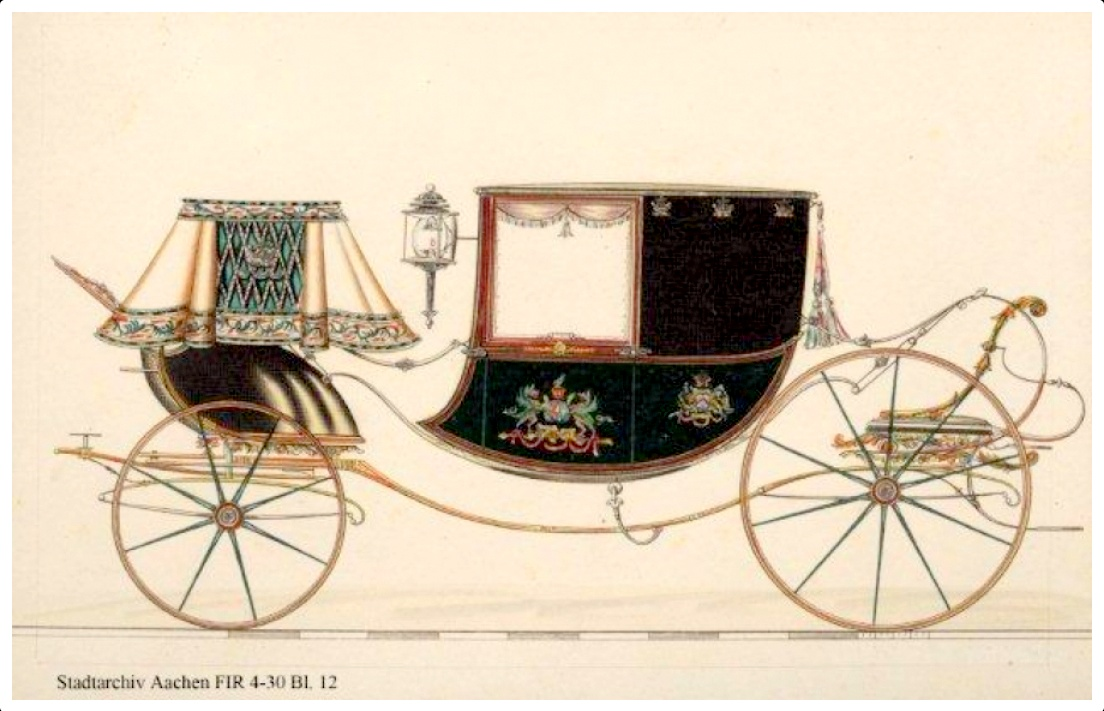
Gala-Coupé, Residenzschloss Ludwigsburg

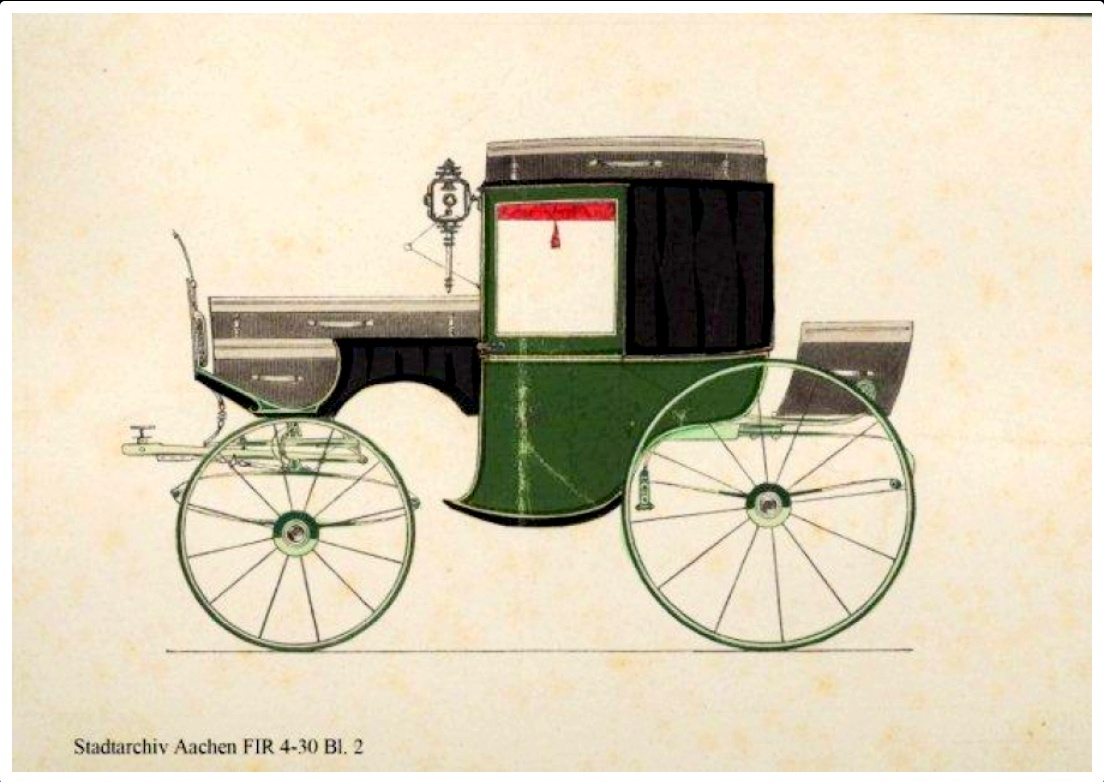
Kalesche

Die Familie Mengelbier war seit dem 17. Jahrhundert in Aachen ansässig und über mehrere Generationen als Sattler tätig. Im 18. Jahrhundert waren es die Brüder Johann Joseph Mengelbier (1750–1801) und Joseph Peter Aloys Mengelbier (* 1766), die sich als Erste ihrer Familie zudem als Wagenbauer betätigten. Johann Joseph Aloys Mengelbier (1786–1863), Sohn des Joseph Peter Aloys, arbeitete zunächst bei seinem Vater in der Sattlerei und erlernte ebenfalls das Handwerk des Wagenbauers. Seine Kenntnisse und Fertigkeiten vertiefte er in entsprechenden Werkstätten in Paris, wo der Reisewagenbau weiter entwickelt war als in Deutschland. Schließlich wagte er den Schritt in die Selbstständigkeit und gründete im Jahr 1818 ein eigenes Unternehmen mit der Firmierung „Wagenfabrik J. Mengelbier“. Eine starke Nachfrage veranlasste ihn, bereits im Jahr 1823 mehrere Grundstücksanteile auf dem Gelände des im Jahr 1802 säkularisierten vormaligen Regulierherrenklosters im Bereich der Aachener Alexanderstraße/Heinzenstraße zu erwerben. Dort ließ er unter der Adresse Alexanderstraße 31 ein Wohnhaus und geräumige Fabrikationsgebäude erbauen, in denen er seine neue Werkstatt zum Bau von Luxuswagen und Privatfuhrwerken sowie für deren Reparatur einrichtete. Dazu stellte er im Lauf der Zeit bis zu 90 ausgelernte Arbeitskräfte ein, darunter Schmiede, Schlosser, Stell-, Rad- und Kastenmacher, Schreiner, Sattler, Lackierer, Drechsler, aber auch Bildhauer und beispielsweise den Kunstmaler Laurenz Heinrich Hetjens, der neue Kutschenmodelle entwarf. Diese Mitarbeiter fertigten jährlich bis zu 56 große Wagen ausschließlich als Unikat und nur auf Vorbestellung an. 
Johann Joseph Aloys Mengelbier hatte außer zwei Töchtern auch drei Söhne, die ebenfalls Wagenbauer wurden. Zunächst war es der älteste Sohn Peter Aloys Mengelbier (1811–1853), der nach seiner Ausbildung in Frankreich in den Betrieb seines Vaters einstieg. Nach seinem frühen Tod im Jahr 1853 trat sein jüngerer Bruder Carl Peter Josef Mengelbier (1821–1863) in die Unternehmensleitung ein, die ab 1857 durch den dritten und jüngsten Bruder Friedrich Wilhelm Martin Anton Mengelbier (* 1830), der zudem eine kaufmännische Ausbildung absolviert hatte, komplettiert wurde. Nachdem im Jahr 1863 sowohl Wilhelms Vater als auch sein zweiter Bruder verstorben war, übernahm er selbst die Geschäftsführung zusammen mit seiner Schwägerin Julie Friederike, geborene Goll (1819–1902), Witwe des ältesten der drei Brüder, in die 1866 auch deren Sohn Carl Friedrich Mengelbier (* 1845) einstieg. Dadurch kam es unter den Nachkommen der drei Geschwisterlinien zu Zerwürfnissen, in deren Folge das Unternehmen nicht mehr wirtschaftlich arbeiten konnte und 1870 in Liquidation ging.
Dabei war das Unternehmen unter seinem Gründer schnell zu großen Erfolgen aufgestiegen, auch wegen der geringen Anzahl an vergleichbaren Fachbetrieben innerhalb Deutschlands. Es hatte sich vor allem auf Berlinen, Britschkas, Coupés, Kaleschen und Phaetons spezialisiert, teilweise je nach Bestellung in Gala-Ausführungen mit individuellen Sonderausstattungen.
Mengelbier erhielt Aufträge unter anderem aus Verviers, Eupen, Hasselt oder Brüssel sowie aus Weimar, Warschau oder St. Petersburg. Seine Kunden waren bekannte Großindustrielle und Geschäftsleute, darunter John Cockerill, die Familien Peltzer & Fils, Pallandt, Biolley, Poswick und d‘Asembourg sowie Mitglieder verschiedener Adelshäuser wie beispielsweise der preußischen Königsfamilie, König Wilhelm I. von Württemberg und seine Nichte Großfürstin Helene von Russland, sowie die Königin der Niederlande Anna Pawlowna und der Großherzog August I. von Oldenburg. Das führte 1840 zur Ernennung als „Hof-Wagenfabrikant“ durch den preußischen König Friedrich Wilhelm III., dem noch weitere ähnliche Patente und Prädikate unter anderem vom Württembergischen Hofe folgten.
Darüber hinaus war Mengelbier auf zahlreichen Fachmessen und Ausstellungen erfolgreich vertreten, darunter 
- bei der Allgemeinen Deutschen Gewerbe-Ausstellung 1844 in Berlin mit einer „Britschka-Victoria“ sowie mit einem sechssitzigen Park- oder Gesellschaftswagen mit sechs Druckfedern und Patentachsen sowie mit Bock und Kutschersitz,
- bei der Ersten Allgemeinen Deutschen Industrieausstellung 1854 in München mit einem Gala-Coupé im Auftrag der württembergischen Krone, ausgeführt mit vier C-förmigen und vier elliptischen Federn, Vorder- und Hinterwagen durchgehend mit Stahl verbunden. Das Württembergische Galacoupé ist noch erhalten und steht im Residenzschloss Ludwigsburg.
- Auch bei der Internationalen landwirtschaftlichen Ausstellung 1865 in Köln war Mengelbier vertreten
- sowie bei der Weltausstellung Paris 1867 in der Kategorie Kutschwagen und Wagnerarbeiten.

### Wagenfabrik Wilhelm Mengelbier J. Sohn
Im Zuge der Liquidation im Jahr 1870 kaufte Wilhelm Mengelbier, der sehr gute internationale Beziehungen besonders zu Frankreich hatte und 1867 Mitglied der Jury für Kutschen bei der Weltausstellung in Paris war, die auf seinen Vater laufenden Grundstücke und Werkstätten aus der Liquidationsmasse auf und richtete dort zum 1. Januar 1871 seine eigene Kutschenfabrik mit dem Namen „Wilhelm Mengelbier J. Sohn, Hof-Wagenfabrikant“ ein. Weil das Unternehmen weiterhin unter anderem die Höfe von Preußen, Württemberg, Sachsen, Oldenburg und Altenburg belieferte, erhielt es recht bald die erneute Bestätigung der Patente und das Prädikat als Hof-Wagenfabrikant. Eine Berline aus dieser Zeit kam später in den Bestand der Kutschensammlung Heinz Scheidel, zwei weitere wurden in den Niederlanden versteigert.
Mit Wirkung zum Januar 1885 stellte Wilhelm Mengelbier die Geschäftsführung neu auf und setzte seinen Sohn Christian Jakob Aloys Mengelbier (* 1856; † unbekannt) als alleinigen Geschäftsinhaber sowie sich selber und Julius Niedeck als Kommanditisten sowie seinen Neffen Carl Friedrich Mengelbier als Prokuristen ein. Letzterer schied bereits nach einem Jahr aus und wurde durch externe Nachfolger ersetzt. 
Das Aufkommen der Automobile machte dem Wagenbauer erneut zu schaffen und Mengelbier musste 1908 erneut Liquidation beantragen, die ein Jahr später im Gesellschaftsregister beim Amtsgericht Aachen als abgeschlossen eingetragen wurde. Dabei war die Konkurrenz in Person von Fritz Scheibler, Gründer der Fritz Scheibler Motorwagenfabrik, in der eigenen Familie angekommen, weil er Laura Mengelbier, Tochter des Carl Peter Joseph Mengelbier, des mittleren Bruders und Sohnes des Unternehmensgründers, geheiratet hatte. Franz Bunsmann, der letzte Prokurist der erloschenen Firma Mengelbier, kaufte nun seinerseits den Restbestand des Unternehmens auf und führte ihn als Neugründung unter „Hofwagenfabrik Bunsmann, früher Mengelbier'sche Wagenfabrik“ weiter. Doch auch er konnte sich dem Trend der Zeit nicht widersetzen und sein Unternehmen war bereits nach kurzer Zeit vom Markt verschwunden und der Kutschenbau in Aachen wurde endgültig eingestellt.